# 歌川波瑠美
歌川 波瑠美（うたがわ はるみ）は、元宝塚歌劇団花組副組長。東京都出身。
宝塚歌劇団時代の愛称はクロちゃん。

## 略歴
共立女子学園出身。1948年に宝塚音楽学校に入学。翌1949年、宝塚歌劇団に36期生として入団し、『黄金の林檎／南の哀愁』で初舞台を踏む。宝塚入団時の成績は63人中24位。男役として活動する。
1975年5月19日から1979年3月25日まで花組副組長を務める。
1987年11月30日付で宝塚歌劇団を退団。最終出演公演の演目は星組・宝塚バウホール公演『忘れじの歌』である。

## 人物
宝塚の配属組は雪、月、花、演劇専科である。

## 宝塚歌劇団時代の主な舞台
- 『人魚姫』祖母（1971年）
- 『小さな花がひらいた』伊吉（1971年）
- 『この恋は雲の涯まで』ホマカイ（1973年）
- 『カルナバル・ド・タカラヅカ』生徒（1974年）
- 『ベルサイユのばら』ブイエ将軍/ロザリーの母（1975年）
- 『あかねさす紫の花』鏡王（1976年）
- 『風と共に去りぬ』ジョナス・ウィルカースン/ワイティング夫人（東京）（1978年）
- 『紅はこべ』フーキエ・タンヴィル（1979年）